# HK Košice
HK Košice je slovenský mužský házenkářský klub z Košic. Byl založen v roce 1967 pod názvem HO VSŽ Košice. Je to dvojnásobný mistr Slovenska, trojnásobný mistr Československa a devítinásobný vítěz Slovenského poháru. Je účastníkem nejvyšší domácí soutěže, extraligy.

## Vedení
Prezidentem klubu je Martin Farkašovský a hlavním trenérem Dušan Timko.